# Kengo Tsutsumi
Kengo Tsutsumi (堤 健吾 Tsutsumi Kengo?), född 8 mars 1978 i Oita prefektur, är en japansk före detta fotbollsspelare.
Tsutsumi började sin karriär 2000 i YKK (Kataller Toyama). Han avslutade karriären 2010.